# Cappella di Teodolinda
La cappella di Teodolinda, nota anche come cappella Zavattari, si trova nel Duomo di Monza, a sinistra dell'abside centrale. Vi si conserva, in un'apposita teca nell'altare, la Corona ferrea, e la tomba stessa della regina longobarda.
Le pareti della cappella sono decorate da un ciclo di affreschi eseguito nel XV secolo dagli Zavattari, famiglia di pittori con bottega a Milano, che costituisce il maggior esempio di ciclo pittorico dell'epoca tardo gotica lombarda.

## Storia

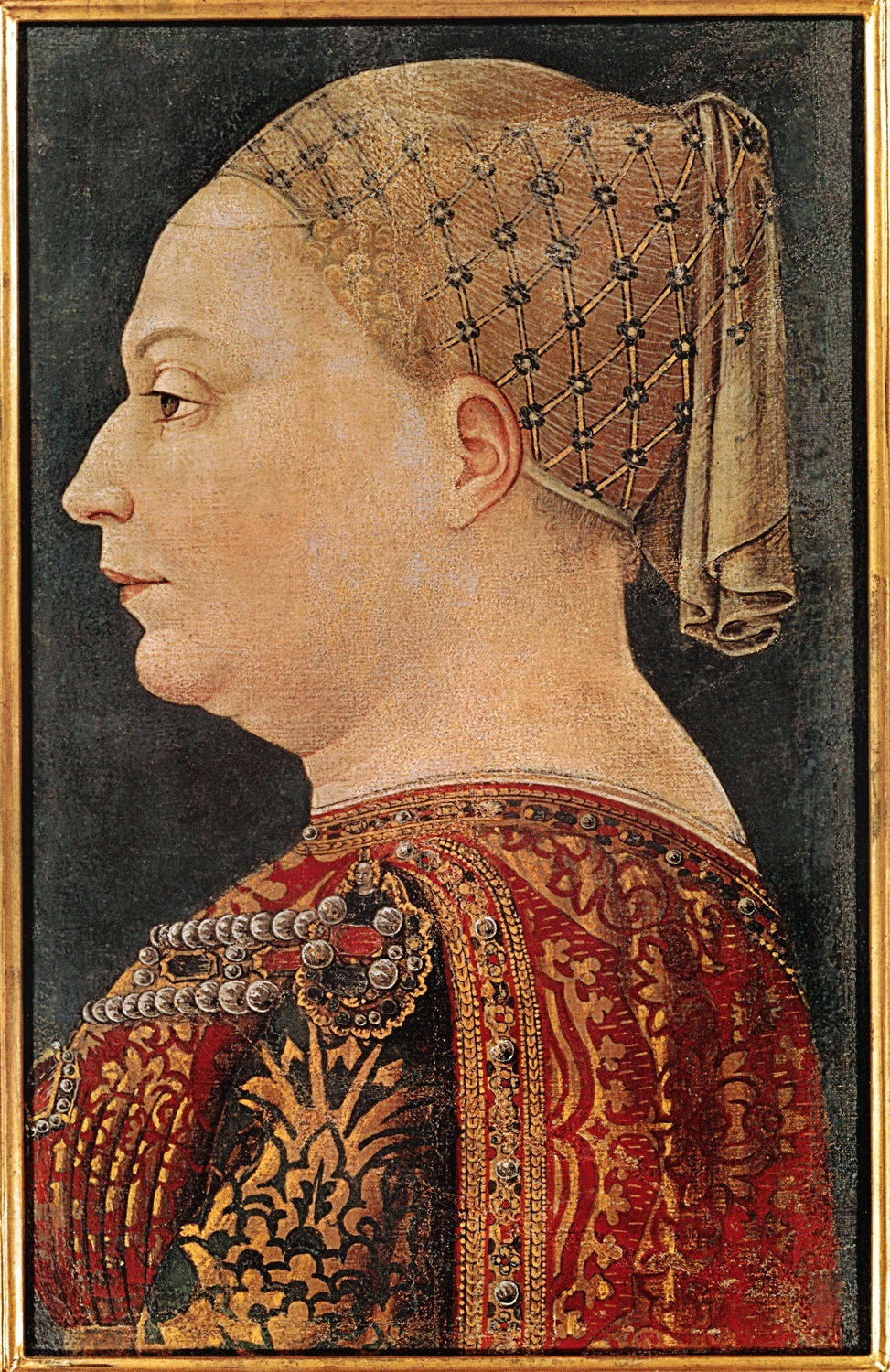
Bianca Maria Visconti ritratta da Bonifacio Bembo

La cappella venne eretta, insieme con la gemella di destra dedicata alla Vergine, nell'ambito della rielaborazione della testata absidale che coinvolse la fabbrica trecentesca del duomo di Monza, alla fine del XIV secolo. Non è chiaro se le pitture murali che la rivestono siano state commissionate dal duca Filippo Maria Visconti, del quale è raffigurato lo stemma con la scritta "FIRMA", oppure costituiscano il riflesso di un orientamento locale favorevole a una successione interna alla dinastia attraverso Bianca Maria Visconti, figlia naturale di Filippo Maria, andata in sposa nel 1441 a Francesco Sforza, la cui figura s'intravede in filigrana dietro le vicende della Regina longobarda. 
Come ha chiarito un documento notarile rinvenuto alcuni anni fa, la decorazione fu realizzata dalla famiglia Zavattari tra il 1441 circa e il 1446. "Dominus" dell'impresa fu Franceschino Zavattari, figlio del mastro vetraio Cristoforo, coadiuvato dal figlio maggiore Gregorio e da un altro figlio Giovanni (un terzo figlio, Ambrogio, di cui è nota l'attività non è menzionato).
Nel 2008 è cominciato un programma di restauro dei dipinti, affidato ad Anna Lucchini e coordinato dalla Fondazione Gaiani con il sostegno del World Monument Found e della Marignoli Foundation, che si è concluso nel gennaio 2015.

## Descrizione

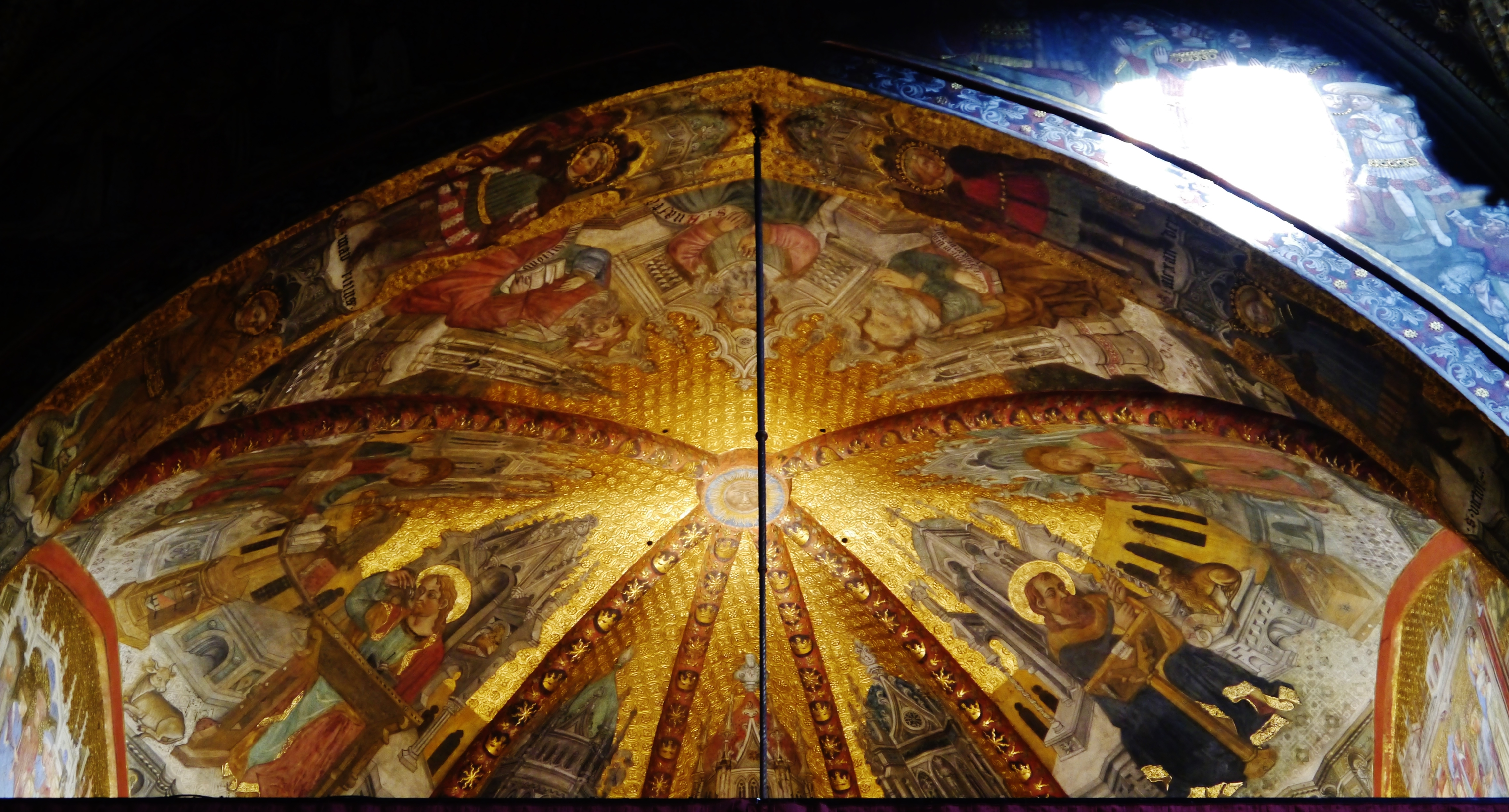
Rappresentazione degli Evangelisti sul soffitto della Cappella.

L'ambiente, chiuso dalla cancellata progettata alla fine dell'Ottocento da Luca Beltrami, è coperto da una volta costolonata nelle cui vele sono dipinti gli Evangelisti. Si tratta del primo intervento decorativo della cappella, forse da riferire al momento della consacrazione dell'altare, dedicato a san Vincenzo, nel 1433. 
L'autore resta anonimo, e gli stessi Zavattari nell'iscrizione che firma il ciclo, ci tennero a dichiarare la loro estraneità da questa parte delle pitture. 
La serie delle Storie di Teodolinda si compone di 45 scene disposte su cinque registri sovrapposti che rivestono interamente le pareti. La decorazione, che avvolge anche gli stipiti, è introdotta dal grande arcone di valico verso il transetto nel quale giganteggia la figura di san Giovanni Battista, cui è dedicato il tempio, adorato dalla regina e dal marito Agilulfo. La fonte primaria è l'Historia Langobardorum di Paolo Diacono, integrata dalla cronaca dello storico monzese di età viscontea Bonincontro Morigia.

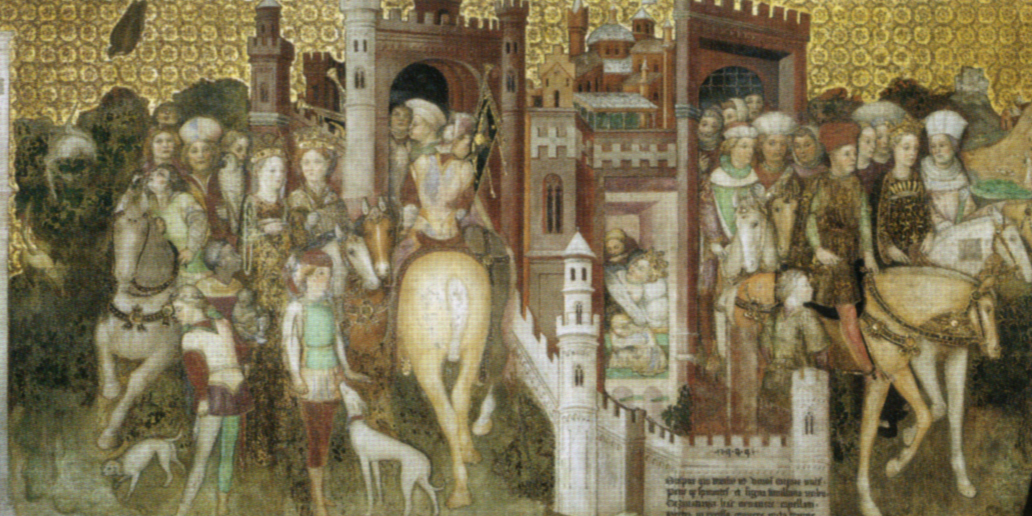
Sogno e partenza di Teodolinda, dagli affreschi della cappella di Teodolinda, Duomo di Monza

La cappella di Teodolinda è l'unica parte attualmente visibile di un vasto progetto di decorazione della testata absidale che coinvolgeva la cappella gemella di destra, l'abside maggiore e l'arcone trionfale della nave mediana (ora celato al di sopra della volta seicentesca). Di tale progetto fu probabilmente ideatore Franceschino Zavattari, testimoniato a Monza già nel 1420-21, legato alla potente famiglia locale dei Rabia, coadiuvato da figlio maggiore Gregorio, da un altro figlio, Giovanni, e da un aiuto esperto nella macinazione dei colori. La scena 32 è firmata collettivamente "de Zavatarijs" e datata 1444.

### Le scene

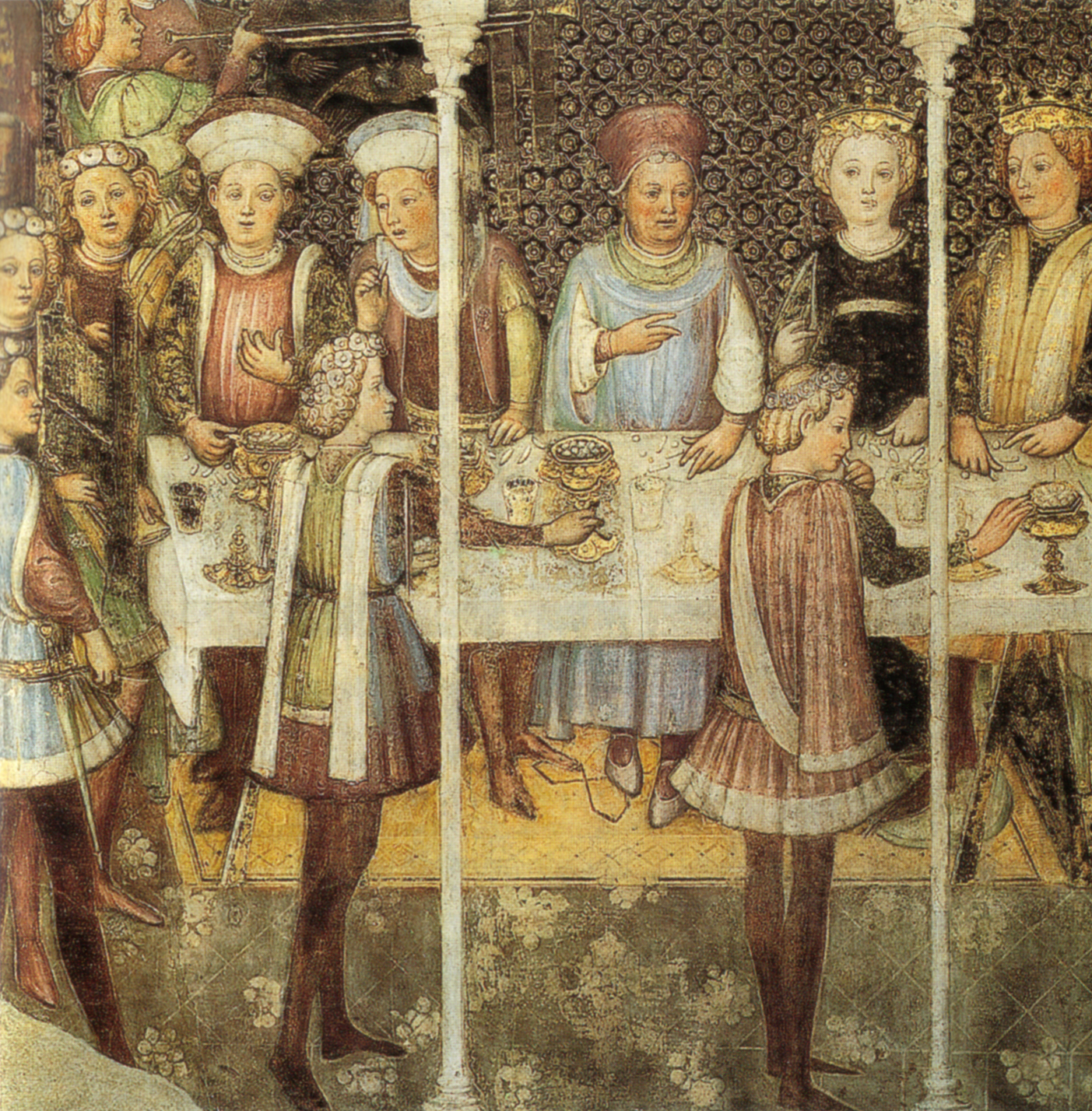
Banchetto delle nozze di Teodolinda, dagli affreschi della cappella di Teodolinda, Duomo di Monza

La numerazione parte dall'alto a sinistra ossia da nord a sud. Le scene da 1 a 23 descrivono i preliminari e le nozze tra Teodolinda e Autari, fino alla morte del re; da 24 a 30 sono raffigurati i preliminari e le nozze tra la regina e il secondo marito Agilulfo; da 31 a 41 si narra la nascita e sviluppo del duomo, la morte di Agilulfo e quella di Teodolinda; dalla 41 alla 45 infine si narra dell'approdo sfortunato dell'imperatore Costante e del suo ritorno a Bisanzio. 
Il ritmo della narrazione varia da molto veloce a molto lento, sottolineando alcuni episodi storici di particolare importanza, secondo gli autori e i committenti. In particolare si contano ben 28 scene nuziali o di preparazione al matrimonio, che hanno fatto pensare a un collegamento con la vicenda di Bianca Maria Visconti e il passaggio di potere tra i Visconti e gli Sforza: l'analogia con la vicenda della regina longobarda, che scelse il nuovo re prendendolo come marito, legittimerebbe la presa di potere di Francesco Sforza per via matrimoniale nel 1441.
Molti sono gli episodi di vita cortese, come i balli, i banchetti, le feste, le battute di caccia, con una preziosa descrizione di abiti, acconciature, armi ed armature, che forniscono uno straordinario spaccato della vita di corte a Milano nel XV secolo.
1. Autari, re dei Longobardi, manda inviati a Childeberto, re dei Franchi, per chiedere la mano della sorella Inganda (lunettone)
2. Childeberto riceve gli inviati, ma ha già promesso la sorella al figlio del re di Spagna (lunettone)
3. Ritorno in Italia degli inviati longobardi (inizio della seconda fascia, quella più in alto, da sinistra)
4. Autari incarica gli invitati di recarsi alla corte di Garibaldo duca dei Bavari, per chiedere la mano della figlia Teodolinda
5. Partenza degli inviati per la Baviera
6. Garibaldo riceve gli invitati longobardi ed esaudisce la loro richiesta
7. Ritorno degli invitati in Italia
8. Autari riceve i suoi invitati accompagnati da una delegazione dei Bavari
9. Autari si reca in Baviera in incognito
10. Teodolinda accoglie la delegazione e porge ad Autari la bevanda di benvenuto senza riconoscerlo
11. Autari torna in Italia
12. Festa alla corte longobarda
13. Il re dei Franchi Childeberto muove guerra ai Longobardi e sconfigge il duca di Baviera (inizio della terza fascia, da sinistra)
14. Garibaldo, Teodolinda e il fratello di lei fuggono in Italia
15. Arrivo di Teodolinda in terra longobarda
16. Gli inviati informano Autari dell'arrivo di Teodolinda
17. Autari a cavallo va incontro a Teodolinda
18. Incontro di Teodolinda e Autari presso Verona
19. Matrimonio della coppia (15 maggio 590)
20. Ingresso della coppia a Verona
21. Festeggiamenti per il matrimonio a Verona
22. Autari conquista Reggio Calabria
23. Autari muore avvelenato a Pavia (5 settembre 590) (inizio della quarta fascia, da sinistra)
24. Teodolinda viene confermata regina dei Longobardi e ottiene di scegliere il secondo marito. La sua scelta cade su Agilulfo, duca di Torino
25. Agilulfo riceve un messaggio di Teodolinda
26. Agilulfo e Teodolinda si incontrano a Lomello
27. Agilulfo rinnega l'arianesimo, si converte alla fede cattolica e prende il nome di Paolo
28. Incoronazione di Agilulfo a re dei Longobardi
29. Matrimonio di Teodolinda e Agilulfo
30. Banchetto di nozze
31. Partenza della coppia reale per la caccia
32. Scena divisa in due parti:
  1. Teodolinda sogna che la colomba dello Spirito Santo le indicherà il luogo dove dovrà erigere la sua chiesa
  2. Partenza della regina alla ricerca del luogo adatto
33. Apparizione dello Spirito Santo in forma di colomba
34. Posa della prima pietra del duomo di Monza (inizio della quinta fascia, quella più in basso, da sinistra)
35. Teodolinda fa trasformare gli idoli pagani nel tesoro cristiano della nuova chiesa
36. Donazioni di Teodolinda al duomo
37. Adaloaldo, il giorno della sua incoronazione, dona alla chiesa altri tesori
38. Morte di Agilulfo
39. Papa Gregorio Magno consegna al diacono Giovanni doni per il duomo di Monza, fra cui reliquie e codici
40. Il diacono Giovanni consegna i doni al vescovo di Monza alla presenza di Teodolinda
41. Morte della regina Teodolinda
42. L'imperatore Costante IV parte per cacciare i Longobardi dall'Italia
43. Arrivo in Italia dell'imperatore Costante
44. Un eremita predice all'imperatore che non riuscirà a sconfiggere Longobardi
45. L'imperatore Costante lascia l'Italia senza combattere

## Tecnica
La tecnica pittorica è molto complessa e preziosa, con affresco, tempera a secco, decorazioni a rilievo, dorature in foglia e in pastiglia, come in una grande miniatura monumentale.

## Stile
Anche se in parte rappresentano fatti storici, le scene affrescate esprimono un ambiente ideale, con personaggi nei costumi di epoca viscontea contro un cielo d'oro.
Lo stile di queste pitture mostra un'adesione tarda ai modi di Michelino da Besozzo, con linee eleganti e colori tenui. Grande attenzione è posta ai dettagli, mentre le figure sembrano attonite e senza peso,
Il frontale dell'arco d'ingresso alla cappella e la volta sono dipinti con figure di santi ed evangelisti da un ignoto pittore del XV secolo. Al centro della cappella un altare custodisce lo scrigno della Corona ferrea, il diadema con il quale furono incoronati i re longobardi, i re d'Italia e gli imperatori del Sacro Romano Impero.
Dietro l'altare e contro la parete di fondo si trova il sarcofago nel quale, nel 1308, il corpo della regina Teodolinda fu traslato dalla prima sepoltura nella originaria Basilica longobarda.

## Tomba di Teodolinda
Contro la parete di fondo della cappella è il sarcofago in cui, nel 1308, dalla sepoltura originaria nell'antica Basilica longobarda furono traslati i resti della regina Teodolinda. 
Una ricognizione, compiuta nel 1941, ha confermato la presenza di ossa umane, di un adulto di sesso femminile e di un giovane maschio (identificati con Teodolinda e suo figlio Adaloaldo).  Furono inoltre ritrovati una punta di lancia, una cannuccia, dei piccoli chiodi d'oro, frammenti di decorazioni longobarde in oro e dei fili d'oro lamellare provenienti da tessuti decomposti. Nel sarcofago vennero trovati anche tegole di terracotta provenienti dall'antico Oraculum teolindeo e diciassette monete del XII e XIII secolo, emissioni risalenti a Corrado III, Federico Barbarossa, Enrico VI e Federico II.
Gli oggetti rinvenuti sono conservati nel Museo e Tesoro del Duomo.
Al centro della cappella è l'altare neogotico, disegnato nel 1888 da Luca Beltrami per volere di re Umberto I: sull'altare è posta l'arca che custodisce la storica Corona ferrea che veniva usata per l'incoronazione dei Re d'Italia.